# Dotation publique
En Belgique, la dotation publique est le nom donné à la somme d'argent que l'État donne aux principaux partis politiques afin que ceux-ci puissent assurer leur « promotion » et leur bon fonctionnement et ne doivent pas trop dépendre de financements privés, considérés dans ce contexte comme des sources potentielles de corruption. Cette dotation est donnée aux partis qui disposent d'un ou plusieurs sièges à la Chambre ou au Sénat. Les montants sont déterminés par siège obtenu, ainsi que 1,5 €  par voix engrangée. Pour bénéficier de la dotation, un parti doit également s'être engagé à respecter la Convention Européenne des Droits de l'Homme.
Le système de dotation publique des partis politiques a été mis en place en 1989. La loi permettant cette dotation a été modifiée en 1999, afin de prévoir le cas de la suppression de la dotation de partis politiques qui, par leurs programmes ou leurs mandataires, portent atteinte aux droits de l’Homme. Mais cette modification de la loi n'était jamais entrée en vigueur.
Ce n'est que le 13 octobre 2005 que le Parlement a voté la nouvelle loi ainsi que son entrée en vigueur. En vertu de cette nouvelle loi, un tiers des parlementaires siégeant à la Commission de contrôle des dépenses électorales ont désormais la possibilité de demander au Conseil d'État la suppression pour une période de 3 mois à un an de la dotation publique des partis politiques dont le programme est manifestement contraire à la Convention européenne des droits de l’Homme. C'est ainsi que les deux principaux partis d'extrême-droite belges (le Vlaams Belang en Flandre et le Front national en Wallonie) sont menacés de voir leur dotation suspendue, au vu de leurs publications et de leurs déclarations respectives.
Les parlementaires peuvent ainsi déposer plainte dans les 60 jours qui suivent la survenance d’un indice ou d’un fait établissant que les actes ou paroles d’un parti politique violent les droits de l’Homme. Le dossier de plainte pourra en outre invoquer tous les éléments établis à l’encontre de ce parti politique et survenus après 1999, date d’entrée en vigueur de la loi du 12 février 1999 modifiant la loi du 4 juillet 1989 relative au financement et à la comptabilité des partis politiques.
La dotation publique désigne également les sommes d'argent reçues par les médias publics (VRT, RTBF) de la part de la Communauté flamande et de la Communauté française respectivement.